# Acraea camaenopsis
Acraea camaenopsis är en fjärilsart som beskrevs av Le Doux 1923. Acraea camaenopsis ingår i släktet Acraea och familjen praktfjärilar. Inga underarter finns listade i Catalogue of Life.